# 朱貴燠
麻陽悼僖王朱貴燠（1417年—1442年），明朝遼藩麻陽王，遼簡王朱植的庶第十八子。

## 生平
宣德七年（1432年），封麻陽王。
正統七年（1442年），朱貴燠去世，享年二十六歲，諡號悼僖。無子，封爵被廢除。

## 家庭

### 妻
- 王氏，南城兵馬副指揮王彝女，宣德七年（1432年）冊為麻陽王妃[1]
- 郭氏，夷陵守禦千戶所千戶郭忠女，正統二年（1437年）冊為麻陽王妃[3]